# لیساندرو آلونسو
لیساندرو آلونسو (انگلیسی: Lisandro Alonso؛ زادهٔ ۲ ژوئن ۱۹۷۵) یک کارگردان، و فیلم‌نامه‌نویس اهل آرژانتین است.

## فیلم‌شناسی
- آزادی (۲۰۰۱)
- مردگان (۲۰۰۴)
- فانتاسما (۲۰۰۶)
- لیورپول (۲۰۰۸)

- حاوحا (۲۰۱۴)